# Miguel Maury Buendía
Miguel Maury Buendía (Madrid, España, 19 de noviembre de 1955) es un arzobispo católico, doctor en derecho canónico y diplomático de la Santa Sede.
Desde 2008 es arzobispo titular de Itálica y nuncio apostólico en Gran Bretaña en 2023.

## Biografía

### Formación
Miguel Maury Buendía nació en Madrid el 19 de noviembre de 1955, de familia de raigambre andaluza. Realizó los estudios primarios en el Colegio San Estanislao de Kotska de los jesuitas (Málaga), el bachillerato en el Instituto Ramiro de Maeztu (Madrid), algunos cursos de música en el Real Conservatorio Superior de Música de Madrid y obtuvo la licenciatura en Geografía e Historia, especialidad de Historia del Arte, en la Facultad de Filosofía y Letras de la Universidad Autónoma de Madrid. 
Obtuvo la licenciatura en Teología Dogmática en la Pontificia Universidad de Salamanca con la tesina La experiencia de la gracia en Santa Teresa (1985) y el doctorado en Derecho Canónico en la Pontificia Universidad de Santo Tomás in Urbe (Angelicum) de Roma con la tesis Concepto radical de Derecho desde la filosofía de Xavier Zubiri (1987). 

### Sacerdocio
Tras el ciclo institucional de estudios filosóficos y teológicos en el Seminario Conciliar de Madrid, recibió la ordenación sacerdotal el 26 de junio de 1980 en la madrileña parroquia de S. Francisco de Borja, quedando incardinado en la archidiócesis de Madrid. El 1 de julio de ese mismo año fue nombrado vicario de la parroquia de la Santísima Trinidad de Collado Villalba, donde permaneció hasta octubre de 1984. Durante el servicio militar, ejerció sucesivamente de capellán del Hospital Militar de Barcelona y de la Escuela Superior del Ejército de Madrid. 

#### Diplomacia
Después del bienio de estudios diplomáticos en la Pontificia Academia Eclesiástica de Roma, entró en el Servicio Diplomático de la Santa Sede, el 13 de julio de 1987, siendo destinado sucesivamente, como secretario, a las nunciaturas apostólicas de Ruanda, Uganda, Marruecos y Nicaragua (1987-1996) y como Consejero a las de Egipto, Eslovenia y Macedonia e Irlanda (1996-2004). 
Durante su servicio diplomático ha desarrollado de diversas maneras el ministerio pastoral directo; entre las funciones ejercitadas cabe mencionar las de profesor del Seminario Nacional de Nicaragua, del Liceo italiano de El Cairo y las de capellán auxiliar del Cuerpo de Carabinieri y de la residencia de las Hermanitas de los Ancianos Desamparados de Roma.
El 8 de junio de 1999 fue nombrado prelado de honor de Su Santidad el Papa. Desde el 1 de septiembre de 2004 ha seguido los países del sudeste europeo en la Sección para las Relaciones con los Estados de la Secretaría de Estado de la Santa Sede. Asimismo ha representado a la Santa Sede en distintas conferencias y congresos internacionales y conoce el italiano, el inglés, el francés, el esloveno y el ruso.

### Episcopado
El 19 de mayo de 2008, el papa Benedicto XVI lo nombró arzobispo titular de Itálica y nuncio apostólico en Kazajistán, y el 19 de julio del mismo año en Kirguizistán y Tayikistán. El 12 de junio de 2008, recibió la consagración episcopal en la basílica de Santa María la Mayor de Roma. Entre otras condecoraciones detenta la encomienda de la Orden de Isabel la Católica (Reino de España), la encomienda con placa de la Orden ecuestre del Santo Sepulcro de Jerusalén (Santa Sede), la Medalla de la Orden de la Misericordia (República de Kazajistán), la Medalla Nihil Sine Deo (Nada Sin Dios) de la Casa Real Rumana en 2018.
El 5 de diciembre de 2015 fue nombrado nuncio apostólico en Rumanía y el 25 de enero de 2016 nuncio apostólico en Moldavia.
El 13 de abril de 2023 fue nombrado nuncio apostólico en Gran Bretaña.